# Jermaine Dupri
Jermaine Dupri, nacido como Jermaine Mauldin (Asheville, Carolina del Norte, 23 de septiembre de 1972) es un rapero, cantante, compositor, productor discográfico y actor estadounidense. Dupri es el productor de éxitos de gente como TLC, Jay-Z y Ludacris. Durante toda su carrera Dupri ha producido más de 30 números unos.

## Biografía

### Juventud
Jermaine creció en el College Park de Atlanta (donde adoptó el nombre de soltera de su madre). Dupri fue introducido muy temprano en la industria musical por su padre, organizador de conciertos y mánager de grupos rap y R&B. Empezó como breakdancer para artistas como Diana Ross o Cameo. Dupri llegó a ser el productor más joven de la historia musical en entrar en las listas de éxitos, con sólo 14 años. Como curiosidad decir que Dupri apareció en el video de la canción "Freaks Come Out At Night", del grupo Whodini, cuando solo contaba con 12 años.

### Carrera musical
Dupri es el fundador, presidente y CEO de su propia discográfica, So So Def Records, que ha sido casa de artistas como Da Brat, Jagged Edge y Xscape. Además de que, jóvenes raperos también encontraron fama aquí, como Kris Kross ("Jump") y Bow Wow. Otra inyección de dinero llegaba de escribir canciones para diferentes artistas.
Jermaine fundó el sello en 1994 como una empresa conjunta con Columbia Records, y su primera estrella fue Da Brat. Para el futuro se contaba con artistas como Dem Franchize Boyz, T Waters, SunNY, Xscape, The Ghost Town DJs, INOJ, Jagged Edge, Lil' Bow Wow, The Kid Slim, Young Capone, 3LW, J-Kwon y Anthony Hamilton.
Escribiendo, produciendo, sin duda alguna lo único que le restaba a Dupri era sacar adelante su carrera como artista. Y no tardó en llegar, en 1998 publicó su primer trabajo, Life in 1472, que contiene hits como "Money Ain't A Thing" (con Jay-Z), o el "The Party Continues". Tres años después publicó Instructions (2001), y donde triunfó por encima del resto el "Welcome to Atlanta" con Ludacris. "Ballin' Out of Control" tuvo el mismo éxito en la lista US Rap de Billboard, pero uno muy diferente en las más generales como US R&B/Hip-Hop o US Hot 100.
So So Def, un sello especializado en Southern rap, R&B y bass music, era antiguamente distribuida mediante Sony Entertainment/Columbia Records. En 2003, Dupri fue nombrado presidente de Arista Black Music y se mudó allí con los artistas de So So Def. Un año después, Dupri accedió a la vicepresidencia ejecutiva de Urban Music (Virgin Records), y volvió a trasladarse con su plantilla a Virgin. Mientras tanto, Dupri expandía sus negocios, comprando la destilería de 3 Vodka y abriendo un café/restaurante, Café Dupri.

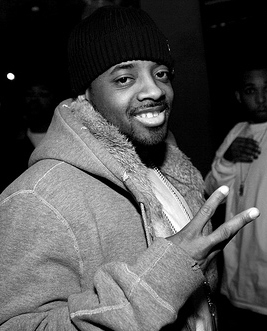
JD en abril del 2005.

En 2004 y 2005, Dupri trabajó con cantantes R&B como Usher y Mariah Carey en sus álbumes Confessions y The Emancipation of Mimi (ambos punteros en cuanto a ventas). Produjo muchos de los éxitos de estos años, como "You Make Me Wanna", "Burn", "Confessions, Pt. 2" (además del remix con Kanye West, Shyne y Twista) y "My Boo" de Usher. Mientras, de Mariah Carey lo hizo en "It's Like That", "We Belong Together", "Shake It Off", "Get Your Number" (donde canta junto a ella) y "Don't Forget About Us".
También produjo el hit "Radio", de la joven sensación R&B, Jarvis (pero que no pudo publicar álbum con su sello por falta de distribuidor), el "With Me" de Destiny's Child, el "Control Myself" de LL Cool J Y Jennifer Lopez, el "Tipsy" de J-Kwon, el "Havin' Thangs" de Warren G, el "I Think They Like Me (So So Def Remix)" de Dem Franchize Boyz o el "Fresh Azimiz" de Bow Wow, además de rapear en estos tres últimos.
En 2005 publicó Jermaine Dupri presents...Young, Fly & Flashy, Vol. 1., un álbum recopilatorio de temas producidos y cantados por Dupri. El sencillo "Gotta Getcha" (junto con Johnta Austin), alcanzó el top #15 en la lista US Rap de Billboard. En el controvertido videoclip del tema, colabora también su novia, Janet Jackson, con quien está trabajando en un nuevo álbum titulado Twenty Years Old, previsto para julio de 2006. Con Daz Dillinger también prepara disco, So So Gangsta, que estará listo a finales de 2006. Por entonces nombran a JD uno de los raperos más ricos.
La plantilla actual de So Def incluye a Daz Dillinger, Da Brat, Anthony Hamilton, T Waters, Da Kid Slim, SunNY, Young Capone y Johnta Austin. Aunque Bow Wow ya no pertenece a la compañía, su música todavía hace publicidad de So So Def. Dupri ha sido su mentor y ha producido para su álbum. Gente como J-Kwon o Dem Franchize Boyz dejaron So So Def para irse a productoras independientes.
Dupri fue despedido de Island Records el 9 de enero de 2009 ya que no va a trabajar desde que el último álbum de su novia Janet ha sido un fracaso en las listas de ventas. Aunque todavía se están llegando a negociaciones.
US Weekly confirma que JD y su novia Janet se han separado después de siete años de relación. La razón principal puede ser el que Jermaine no acudiera al funeral de Michael Jackson.
Tras un tiempo parado Dupri es llamado por Mariah Carey (con la que tiene amistad desde hace mucho tiempo) para que sea su nuevo mánager, supliendo al despedido Randy Jackson. Se hizo oficial el 7 de octubre del 2013.
Ese mismo año JD realizó un concierto especial para celebral el 20 aniversario de So So Def, al que acudieron a cantar artistas de renombre como Jay-Z, Ludacris, Mariah Carey, Usher, o cualquiera que en algún momento hubiese colaborado con Dupri, o hubiese pertenecido a su productora. Otros nombres que asistieron incluyen; YoungBloodZ, Lil' Jon, Monica o Young Jeezy.
El 4 de agosto del 2014 Mariah Carey despidió a Dupri de su posición de mánager de la cantante. La razón del despido reside en el fracaso del último disco de Carey.

## Vida personal

### Familia
Dupri tiene una hija, de un matrimonio anterior con Pam Sweat, llamada Shaniah Mauldin (nacida 1998).
Dupri estuvo saliendo con Janet Jackson desde el 2002 hasta su ruptura a mediados del 2009. En 2013 salió a la luz la posibilidad de una infidelidad por parte de Jermaine.

### Disputas
Dupri tuvo un pequeño enfrentamiento con el Dr. Dre en 2002. En una entrevista, Durpi declaraba que él había hecho más trabajos completos que Dre o Timbaland. Dre procedió a dedicarle una 'diss' en el tema de Eminem, "Say What You Say", perteneciente del The Eminem Show, donde dice: "Cerca de 80 millones de ventas/No tengo que hacerlo con 10 o 11 años. La canción termina con unos versos de Timbaland diciendo: "Yo, Timbaland/dile (refiriéndose a Dupri) que me la puede chupar". Eminem y Xzibit, afiliados también a Aftermath, le dedicaron otra 'diss' con "My Name".
Dupri respondió a las 'disses' con un tema underground llamado "JD's Reply", que colgó en Internet. En la canción, insinúa que Dr. Dre es gay. Dupri también deja caer que Dre no trabaja en el estudio, simplemente otros productores le hacen el trabajo y él únicamente se encarga de retocarlo incluyendo su sonido en las producciones. Dupri también compara a Eminem con un personaje de Disney World y habla de como desde muy joven ha hecho toneladas de dinero. El final del tema acaba con: "Si me atacas duramente otra vez, yo lo haré tres veces más".

## Discografía

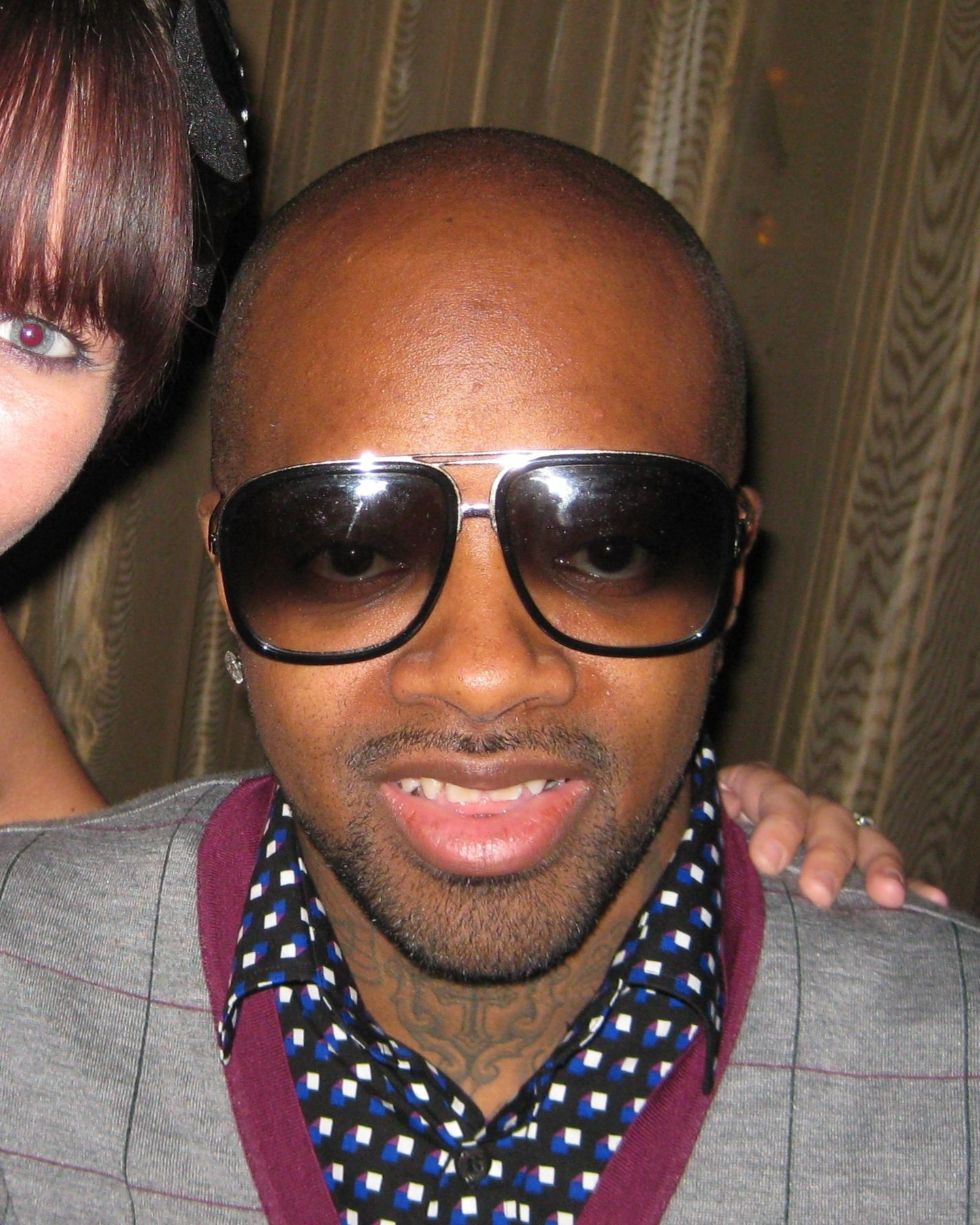
JD en octubre del 2009, en el Blog World Expo.

Artículo principal: Anexo:Discografía de Jermaine Dupri
- Life in 1472 (1998)
- Instructions (2001)
- Young, Fly & Flashy, Vol. 1 (2005)

## Premios y nominaciones
Premios Grammy
| Año  | Razón de la nominación | Categoría                              | Resultado |
| ---- | ---------------------- | -------------------------------------- | --------- |
| 1999 | Life in 1472           | Mejor álbum de rap                     | Nominado  |
| 1999 | "Money Ain't a Thang"  | Mejor actuación de rap por dúo o grupo | Nominado  |
| 2006 | "We Belong Together"   | Mejor canción de R&B                   | Ganador   |
| 2006 | "We Belong Together"   | Mejor canción del año                  | Nominado  |